# Dekleti za klavirjem
Dekleti za klavirjem (francosko Jeunes filles au piano) je slika  olje na platnu francoskega umetnika Pierre-Augusteja Renoirja, vodilnega slikarja v razvoju impresionističnega sloga. Slika je bila dokončana leta 1892 kot neformalno naročilo za Musée du Luxembourg. Renoir je naslikal še tri različice te kompozicije v olju in dve skici, eno v olju in eno v pastelu. Znane so bile kot ponavljanje umetnika, ki so bile izvedene, da bi izpolnil naročila trgovcev in zbirateljev. Dela so javno razstavljena v Musée d'Orsay v Parizu, Metropolitanskem muzeju umetnosti v New Yorku in Musée de l'Orangerie v Parizu.

## Opis
Renoir upodablja dve mladi dekleti za klavirjem v meščanskem domu, eno v beli obleki z modro pentljo, ki je igrala in eno v rožnati obleki. Renoir je dopolnil tri dodatne različice te sestave v olju za zbiralce; luksemburška različica je zdaj nameščena na Musée d'Orsay v Parizu, različica zbirke Roberta Lehmana je v Metropolitanskem muzeju umetnosti v New Yorku, medtem ko sta različici Caillebotte in še ena v zasebnih zbirkah. Oljna skica kompozicije je na ogled v Parizu v muzeju Orangerie, pastelna skica je v zasebni zbirki. Slika v Musée d'Orsay je visoka 116 cm in široka 90 cm. Različica v Met je velika 111,8 x 86,4 cm. Oljna skica v Musée de l'Orangerie je velika 116,0 x 81,0 cm.
Pissarro in Monet sta rutinsko naslikala vrsto variacij na eno samo temo, vendar naj bi bila njuna dela prikazana skupaj, da bi prikazala učinke svetlobe in atmosfere, medtem ko so bile Renoirjeva ponavljanja neodvisni eseji v kompoziciji. Natančneje so se podrobno in natančno spremenile podrobnosti in položaji, skice pa odpravljajo večino elementov ozadja.
Renoir je raziskal podobno kompozicijo s svojim prejšnjim delom Hčerki Catulle Mendès iz leta 1888, ki je sedaj v zbirki Annenberg v Metropolitanskem muzeju umetnosti.